# Bistum Jacarezinho

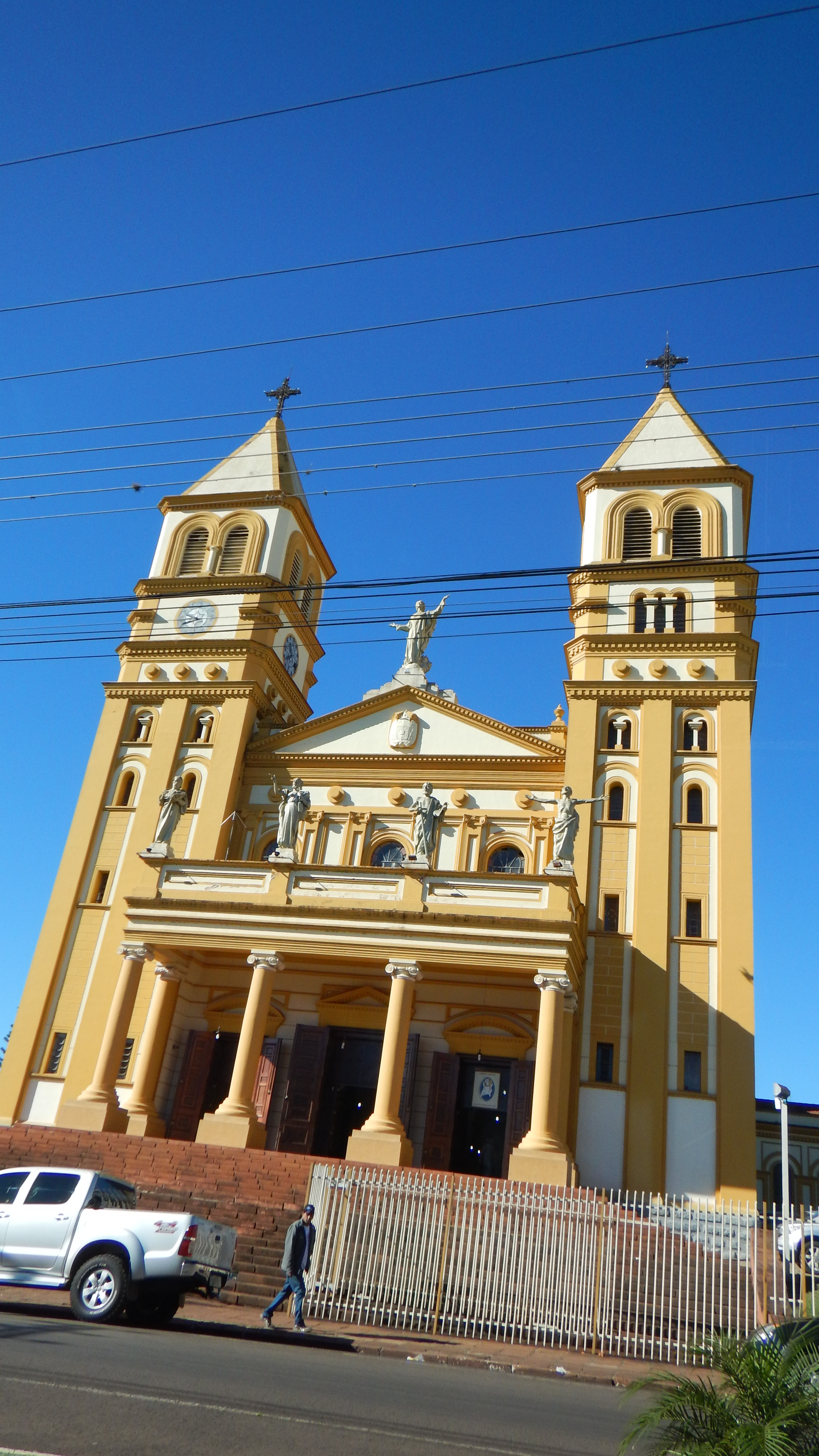
Katholische Kathedrale in Jacerezinho (2016)

Das Bistum Jacarezinho (lat.: Dioecesis Iacarezinhoënsis) ist eine in Brasilien gelegene römisch-katholische Diözese mit Sitz in Jacarezinho. Es umfasst die folgenden Gemeinden des Bundesstaates Paraná: Jacarezinho, Abatiá, Andirá, Arapoti, Bandeirantes, Barra do Jacaré, Cambará, Carlópolis, Conselheiro Mairinck, Guapirama, Ibaiti, Itambaracá, Jaboti, Jaguariaíva, Japira, Joaquim Távora, Jundiaí do Sul, Pinhalão, Quatiguá, Ribeirão Claro, Ribeirão do Pinhal, Salto do Itararé, Santa Amélia, Santana do Itararé, Santo Antônio da Platina, São José da Boa Vista, Sengés, Siqueira Campos, Tomazina und Wenceslau Braz.

## Geschichte
Papst Pius XI. gründete es mit der Apostolischen Konstitution Quum in dies numerus am 10. Mai 1926 aus Gebietsabtretungen des Erzbistums Curitiba, dem es auch als Suffragandiözese unterstellt wurde. 
Am 1. Februar 1956 verlor es Teile seines Territoriums an die Bistümer Londrina und Maringa.
Am 31. Oktober 1970 wurde es Teil der Kirchenprovinz des Erzbistums Londrina. Am 26. Mai 1973 verlor es ein weiteres Stück Land an das Bistum Cornélio Procópio.

## Bischöfe von Jacarezinho
- Fernando Taddei CM (22. April 1927 – 9. Januar 1940)
- Ernesto de Paula (22. November 1941 – 30. Juni 1945, dann Bischof von Piracicaba)
- Geraldo de Proença Sigaud SVD (29. Oktober 1946 – 20. Dezember 1960, dann Erzbischof von Diamantina)
- Pedro Filipak (8. Februar 1962 – 10. August 1991)
- Konrad Walter SAC (10. August 1991 – 5. Juli 2000)
- Fernando José Penteado (5. Juli 2000 – 23. Juni 2010)
- Antônio Braz Benevente (seit 23. Juni 2010)